# Ceutorhynchus napi
Espèce
Ceutorhynchus napi (le charançon de la tige du colza) est une espèce d'insectes coléoptères de la famille des Curculionidae, d'origine européenne.

## Présentation
Cet insecte se nourrit sur les plantes de la famille des Brassicaceae (crucifères), sauvages ou cultivées, principalement le colza, le chou, le navet, la navette, la rave. Il est considéré comme un ravageur du colza, les dégâts étant dus aux piqûres de ponte qui affaiblissent les tiges.